# Instrucciones del año XIII

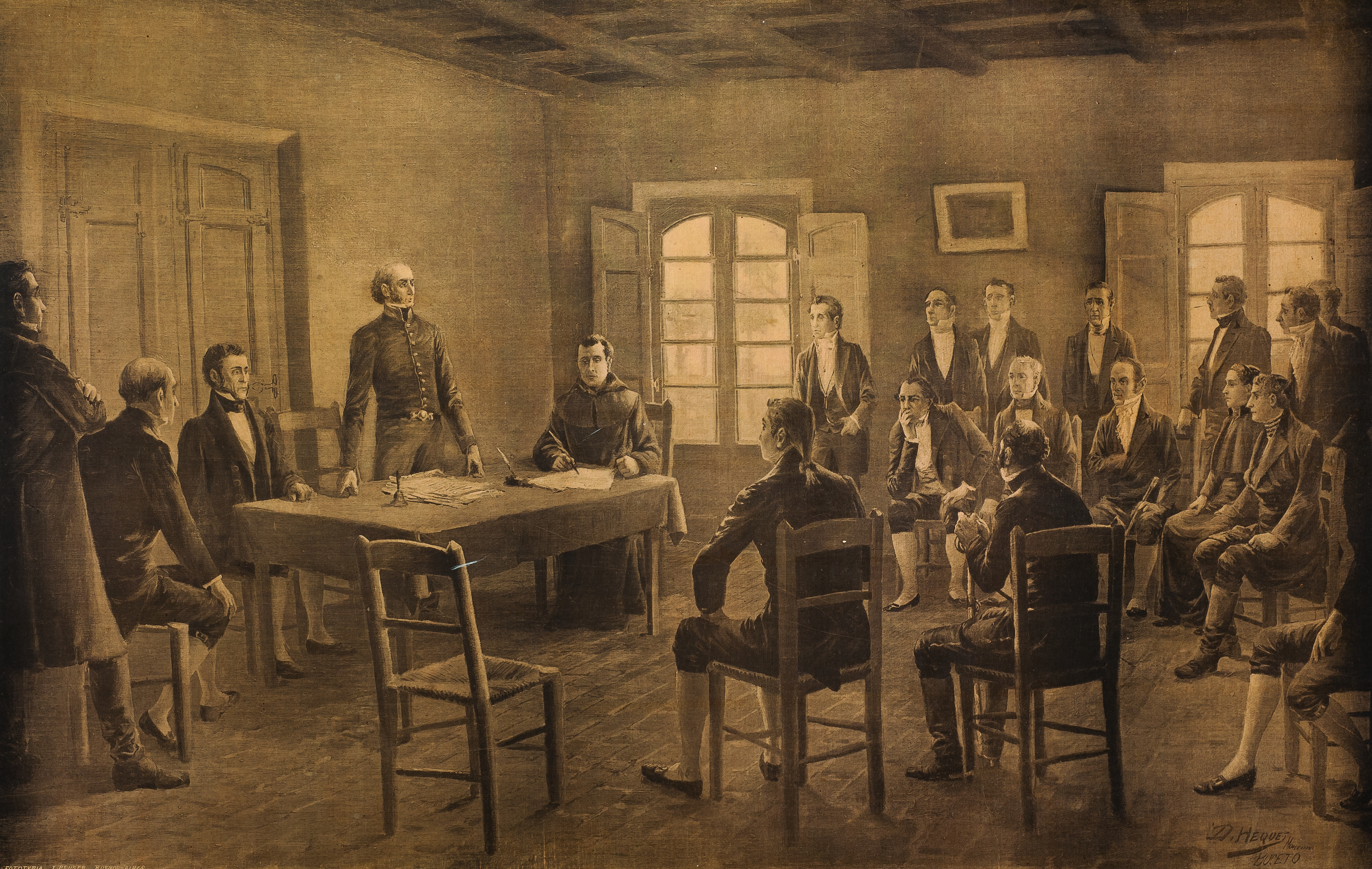
Congreso del año XIII. Obra realizada por Diogenes Hequet circa 1896

Instrucciones del año XIII fueron el mandato que llevaron los diputados de la Provincia Oriental a la Asamblea Nacional General Constituyente de 1813 de las Provincias Unidas del Río de la Plata. En 1813 la junta de Buenos Aires decidió convocar a todos los pueblos de las Provincias Unidas del Río de la Plata para que enviaran representantes a una asamblea, para definir el tipo de gobierno del nuevo país.
Las Instrucciones del año XIII defendían los conceptos de independencia, república y federalismo. Proponían «conservar la igualdad, libertad y seguridad», que el gobierno federal se situase fuera de Buenos Aires, liberar el comercio entre provincias, determinar el derecho a poseer armas y declarar puertos libres a Maldonado y Colonia. Por otra parte, el documento definía los límites de la Provincia Oriental.
El contenido del documento, opuesto al proyecto de nación unitaria liderado por Carlos María de Alvear, determinó el rechazo de los diputados orientales, que no pudieron incorporarse a la Asamblea.

## Causas de las Instrucciones del año XIII
Luego de la caída del gobierno del Primer Triunvirato y la creación del Segundo Triunvirato, el Cabildo de Buenos Aires aprobó un reglamento que debía acatar el nuevo gobierno y que prescribía que este debía convocar una Asamblea General de las provincias dentro del lapso de tres meses «precisa e indispensablemente». Dicha asamblea tenía como objetivo central el de redactar una constitución provisoria y tendría un poder tan extenso «como quieran darle los pueblos». Si bien no se hablaba directamente de independencia, en la fórmula del juramento que se prescribía para todos los miembros del Triunvirato se eliminaba toda referencia a España y a Fernando VII.
La Asamblea se reunió el 31 de enero de 1813. Para su correcto funcionamiento previamente se había aprobado un procedimiento al cual los pueblos debían ajustarse para la elección de sus representantes. Estos representantes debían concurrir a la Asamblea General provistos de un pliego de instrucciones en las que se consignase la voluntad de sus electores sobre los temas que considerasen importantes.
Apenas se hubo incorporado al segundo sitio de Montevideo, José Rondeau apremió a José Gervasio Artigas para que se jurase fidelidad a la Asamblea reunida en Buenos Aires. El caudillo, sin embargo, pidió que se postergara esa ceremonia hasta la realización del congreso provincial que había convocado y que se abrió el 5 de abril de 1813 en la quinta de Manuel Sainz de Cavia, situada en Montevideo, en la actual intersección de las calles Avenida Italia y Morales (donde se encuentra el Hospital Británico). Artigas, a pesar de hacer caso omiso a algunas reglamentaciones de la Asamblea General, como el número de representantes que debía de escoger, etc., se dispuso a formar el congreso provincial en reconocimiento a la Asamblea General, eligió los representantes y redactó las instrucciones que debían llevar los representantes, las llamadas Instrucciones del Año XIII.

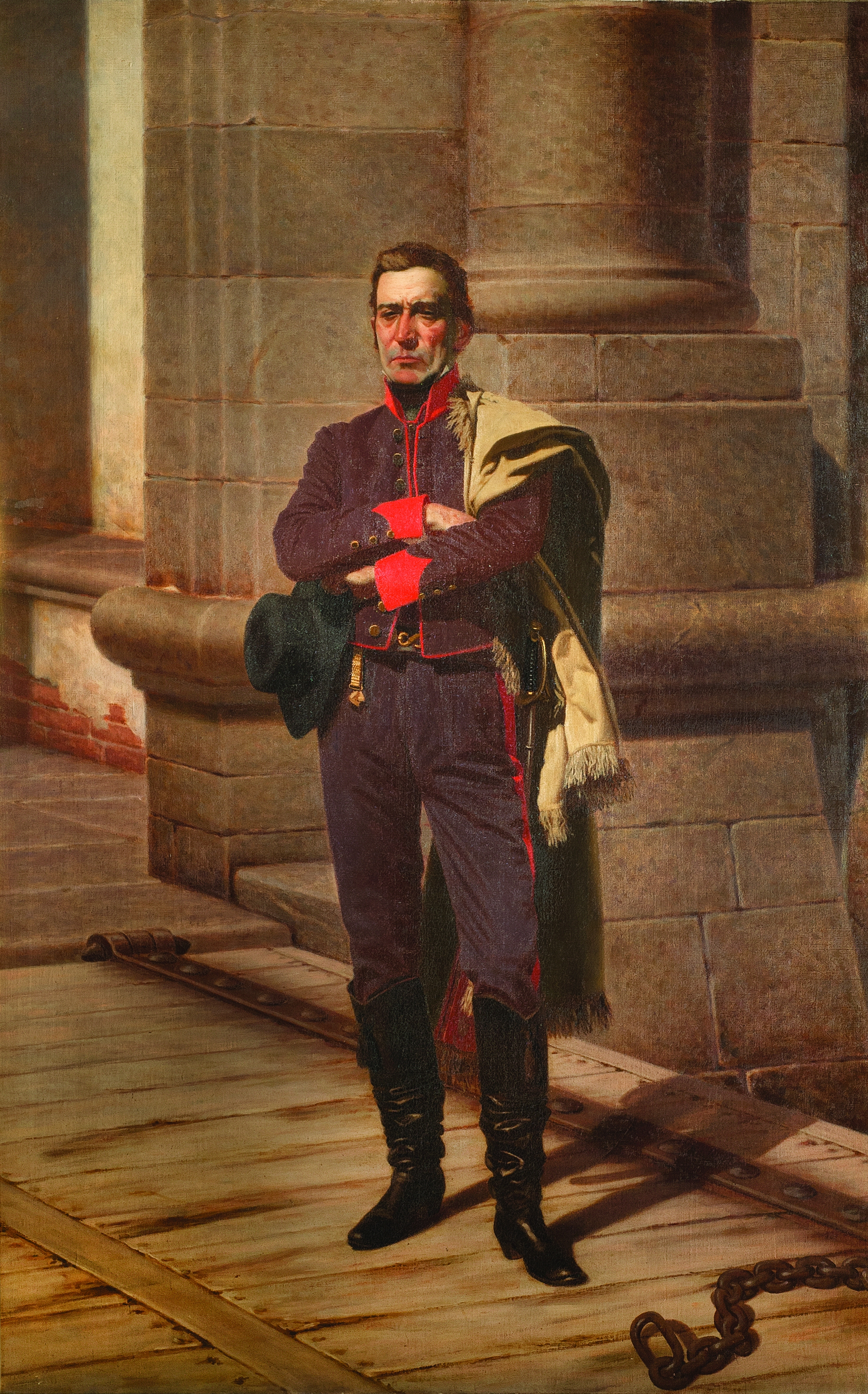
Juan Manuel Blanes - Artigas en la Ciudadela.

El primer día del denominado Congreso de Tres Cruces, Artigas expuso sus ideas a los diputados en el discurso conocido como la Oración de Abril. En esta, reconoció Artigas que su autoridad como jefe debía dar paso a la propia decisión del pueblo: «Mi autoridad emana de vosotros y ella cesa ante vuestra presencia soberana». El mismo día se redactó el acta de condiciones de reconocimiento. Allí se planeaba:
- Los orientales debían ser públicamente reivindicados, ya que Manuel de Sarratea los había considerado traidores.
- Debía mantenerse el sitio de Montevideo que se había iniciado en 1812.
- Se respetaría la autonomía de la Banda Oriental, que pasaría a considerarse una provincia.

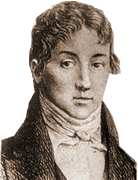
Sarratea.

## Partícipes de la redacción de las Instrucciones del año XIII
El texto de las instrucciones que recibieron los diputados (representantes) no fue, al parecer, discutido en el congreso; se habla de una tercera reunión plenaria el día 15 de abril, pero no hay constancia de ella. El documento expresa, entonces, las opiniones de Artigas y su círculo íntimo. La redacción correspondió, sin duda, a Miguel Barreiro, sobrino segundo de Artigas y, por entonces, su más estrecho colaborador. Si bien han sido atribuidas a José Benito Monterroso —también sobrino segundo y secretario de Artigas— o a Dámaso Antonio Larrañaga, ninguno de los dos asistió al Congreso: Larrañaga estaba en Buenos Aires y Monterroso, en Córdoba, realizando sus estudios eclesiásticos.
El pensamiento federalista expresado en las Instrucciones fue la causa principal por la cual los diputados orientales (quienes eran: Mateo Vidal, Felipe Cardoso, Marcos Salcedo y Francisco Bruno de Rivarola) fueron rechazados al llegar a Buenos Aires y no se les permitió ingresar a la Asamblea. Los diputados Dámaso Gómez Fonseca (por Maldonado) y Dámaso Antonio Larrañaga (por Montevideo) habían sido elegidos de la forma prescrita y antes del Congreso de Tres Cruces, por lo que fueron admitidos. Sin embargo, Larrañaga cedió sus poderes a Tomás García de Zúñiga, enviado de Artigas, quien a su vez desistió de incorporarse. Gómez Fonseca, residente en Buenos Aires, fue vicepresidente de la asamblea durante el mes de mayo de 1813.

## Inspiración de las Instrucciones del año XIII
La inspiración de las instrucciones está claramente tomada de los textos legales estadounidenses, esto se debe claramente a la gran influencia del liberalismo estadounidense sobre la revolución hispanoamericana, que parece haber sido mucho más marcada que la proveniente de Francia y su revolución. En algunos trabajos independientes de algunos profesores, como Eugenio Petit Muñoz y Ariosto González, se ha demostrado a la perfección que algunos párrafos del documento artiguista fueron tomados directamente de las obras La independencia de la Costa Firme justificada por Thomas Paine, publicada en Filadelfia en 1811 y traducida de inmediato al español, y la Historia concisa de los Estados Unidos, de John McCulloch, libro que Artigas poseía. La primera de las obras citadas incluía un largo apéndice de documentos que contenían la Declaración de Independencia de los Estados Unidos, la Constitución Federal de 1789 y las constituciones estatales de Massachusetts, Nueva Jersey, Pensilvania y Virginia. Está claro que las Instrucciones, por consiguiente, tuvieron un sólido vínculo con el pensamiento liberal de la época en sus versiones más avanzadas.
En cuanto a las fuentes materiales o textos modelos utilizados para la redacción de las instrucciones, son varios los documentos norteamericanos y, entre los autores, se destacan Thomas Paine y Jean-Jacques Rousseau.

## Los 20 artículos
Los artículos de las Instrucciones suelen ser divididos en tres grupos:
1. Los que se refieren a la organización general del Estado.
2. Los que se refieren a la organización particular de cada provincia.
3. Los relativos a la Provincia Oriental.

Todos ellos, sin embargo, tienen como base tres ideas fundamentales:
1. Independencia, concebida como la separación nacional de todas las provincias del viejo virreinato platense respecto al poder colonial español.
2. República, en oposición a las teorías monárquicas sostenidas por un sector de la dirigencia revolucionaria porteña.
3. Federalismo, aplicado en dos etapas: una inicial confederación ofensivo-defensiva entre las provincias, para derivar luego en la constitución de un Estado federal.

- El artículo 1.º busca la independencia de las provincias del poder español y desea cortar lazos de fidelidad con la familia real.
- El artículo 2.º consagra la igualdad de las provincias, una vez lograda la independencia de España, a través del pacto recíproco.
- El 3.º y el 4.º promueven la libertad civil y religiosa. Se ha interpretado que tienen como objeto conservar la igualdad de los ciudadanos y de los pueblos, y sobre cuyas bases debería organizarse tanto el gobierno nacional como el provincial. Estudios más recientes afirman, en cambio, que la exigencia de libertad civil y religiosa debe ser interpretada conceptualmente como la defensa de la autonomía eclesiástica para la Provincia Oriental.[2]
- El 5.º y el 6.º refieren a que los poderes se debían organizar en un sistema de gobierno republicano, es decir, que el poder se ejercería a través del legislativo, el ejecutivo y el judicial, y la independencia de estos.
- El artículo 7.º explica que las provincias tendrán un gobierno federal, y se expresa que el gobierno supremo entenderá solamente en los negocios generales del Estado.
- Los artículos 8.º y 9.º se refieren a los límites de la Banda Oriental, por los que se reclaman los siete pueblos de la Misiones Orientales.
- El artículo 10.º habla de la confederación y de la protección que se deben entre sí las provincias.
- El artículo 11.º habla de la provincia y la soberanía.
- Los artículos 12.º y 13.º se refieren a la habilitación de puertos.
- El 14.º menciona las tasas arancelarias, en las que no existirán preferencias.
- El 16.º trata sobre el régimen de organización interna de cada provincia, mencionando que cada provincia tendrá su propia Constitución.
- El 17.º y el 18.º regulan la milicia de cada provincia y las potestades de cada una para nombrar oficiales y reglar la milicia, a fin de evitar el despotismo militar. Para ello el 17.º establece la inviolabilidad del derecho de los pueblos a guardar y tener armas.
- El 19.º es el que genera más enfrentamiento con la élite que gobierna Buenos Aires, ya que establece que el sitio de residencia del gobierno «precisa e indispensablemente» ha de ubicarse fuera de Buenos Aires.
- El 20.º establece que el gobierno central tendrá que prestar toda su atención para «preservar a la Provincia las ventajas de la libertad y mantener un gobierno libre, de piedad, justicia, moderación e industria».

Primeramente pedirá la declaración de la independencia absoluta de estas colonias, que ellas están absueltas de toda obligación de fidelidad a la corona de España, y familia de los Borbones, y que toda conexión política entre ellas y el Estado de España, es, y debe ser totalmente disuelta.

2 No admitirá otro sistema que el de confederación para el pacto recíproco con las provincias que formen nuestro Estado.

3 Promoverá la libertad civil religiosa en toda su extensión imaginable.

4 Como el objeto y fin del Gobierno debe ser conservar la igualdad, libertad y seguridad de los ciudadanos y de los Pueblos, cada Provincia formará su gobierno bajo esas bases, a más del Gobierno Supremo de la Nación.

5 Así este como aquél se dividirán en poder legislativo, poder ejecutivo y poder judicial.

6 Estos tres resortes jamás podrán estar unidos entre sí, y serán independientes en sus facultades.

7 El Gobierno Supremo entenderá solamente en los negocios generales del Estado. El resto es peculiar al Gobierno de cada Provincia.

8 El territorio que ocupan estos pueblos de la costa del Oriente del Río Uruguay hasta la fortaleza de Santa Teresa forma una sola Provincia, denominante: La Provincia Oriental.

9 Que los siete pueblos de Misiones, los de Batoví, Santa Teresa, San Rafael y Tacuarembó, que hoy ocupan injustamente los portugueses, y a su tiempo deben reclamarse, serán en todo tiempo territorio de esta Provincia.

10 Que esta Provincia por la presente entra separadamente en una firme liga de amistad con cada una de las otras, para su defensa común,seguridad de su libertad, y para su mutua y general felicidad, obligándose a asistir a cada una de las otras contra toda violencia o ataques hechos sobre ellas, o sobre alguna de ellas, por motivo de religión, soberanía, tráfico, o algún otro pretexto, cualquiera que sea.

11 Que esta Provincia retiene su soberanía, libertad e independencia, todo poder, jurisdicción y derecho que no es delegado expresamente por la Confederación a las Provincias Unidas juntas en Congreso.

12 Que el puerto de Maldonado sea libre para todos los buques que concurren a la introducción de efectos y exportación de frutos, poniéndose la correspondiente aduana en aquel pueblo; pidiendo al efecto se oficie al comandante de las fuerzas de Su Majestad Británica sobre la apertura de aquel puerto para que proteja la navegación, o comercio, de su nación.

13 Que el puerto de Colonia sea igualmente habilitado en los términos prescriptos en el artículo anterior.

14 Que ninguna tasa o derecho se imponga sobre artículos exportados de una provincia a otra; ni que ninguna preferencia se dé por cualquiera regulación de comercio, o renta a los puertos de una provincia sobre los de otra; ni los barcos destinados de esta provincia a otra serán obligados a entrar, anclar o pagar derechos en otra.

15 No permita se haga ley para esta provincia sobre bienes de extranjeros que mueren intestados, sobre multas y confiscaciones que aplicaban antes al Rey, y sobre territorios de este, mientras ella no forma su reglamento y determine a qué fondos deben aplicarse, como única al derecho de hacerlo en lo económico de su jurisdicción.

16 Que esta provincia tendrá su constitución territorial; y que ella tiene el derecho de sancionar la general de las Provincias Unidas que forme la Asamblea Constituyente.

17 Que esta Provincia tiene derecho para levantar los regimientos que necesite, nombrar los oficiales de campaña, reglar la milicia de ella para la seguridad de su libertad, por lo que no podrá violarse el derecho de los pueblos para guardar y tener armas.

18 El despotismo militar será precisamente aniquilado con trabas constitucionales que aseguren inviolable la soberanía de los pueblos.

19 Que precisa e indispensable, sea fuera de Buenos Aires. donde resida el sitio del gobernador de las Provincias Unidas.

20 La constitución garantizará a las Provincias Unidas una forma de gobierno republicana, y que asegure a cada una de ellas de las violencias domésticas, usurpación de sus derechos, libertad y seguridad de su soberanía, que con la fuerza armada intente algunas de ellas sofocar los principios proclamados. Y así mismo protestará toda su atención, honor, fidelidad y religiosidad, a todo cuanto crea, o juzgue, necesario para preservar a esta Provincia las ventajas de la libertad y mantener un gobierno libre, de piedad, justicia, moderación e industria. Para todo lo cual, etcétera.
http://www.artigas.org.uy/fichas/artigas/artigas_instrucciones_04.html

## Consecuencias
Los planteamientos propuestos por Artigas en las Instrucciones del año XIII contradecían altamente al ideario político de la dirigencia porteña, que se basaba en principios totalmente distintos. Para esta, incluso en sus elementos más lucidos y honestamente liberales, el Estado debía organizarse según principios de jerarquización política que contemplaran la «natural» división social. Eso solo era posible estableciendo un gobierno centralizado y poderoso, al cual debían subordinarse las provincias previo acuerdo de participación de este. El desarrollo solo era posible en esta concepción, si existía una clase dirigente provista de poderes capaces de crear una legislación justa, equilibrada y racional, a la que todos debían someterse para entrar en el sendero del progreso, la cultura y la prosperidad. Esta dirigencia debía, por supuesto, surgir de la clase ilustrada, que en su gran mayoría residía en las ciudades, y particularmente en Buenos Aires. La ciudad, vinculada a las corrientes económicas, intelectuales y políticas del mundo, representaba la «civilización» frente a una «barbarie» provincial de reminiscencias feudales que era necesario, precisamente, «civilizar».
Frente a esta idea se alzaba la visión federal, más amplia y democrática, basada en los derechos de las comunidades y la idea de que una nación solo podía construirse con la aportación igualitaria de todos sus sectores sociales. Una visión enraizada en un concepto de igualdad profundamente sentido por la población humilde del medio rural, que repetía como un sonsonete que «nadie es más que nadie» y que rechazaba la idea de que la conducción debía estar monopolizada por los ilustrados y los doctores. Ante la pretensión hegemónica de estos, instalados mayoritariamente en Buenos Aires, el federalismo, a la vez integrador y celoso de la defensa de los derechos de los pueblos, aparece como una necesidad inevitable. Artigas lo concibió no solo por sus lecturas de textos norteamericanos, sino por su experiencia de los tremendos hechos de 1811, en el curso de los cuales los derechos de su pueblo oriental fueron desconocidos en aras de intereses extraños, que se pretendían superiores.
El programa político de las Instrucciones del año XIII era, entonces, totalmente inasumible por los hombres que dirigían los destinos de la naciente comunidad política platense. Su pretensión de una igualdad provincial, que de alguna forma apuntaba a una equidad de derechos por encima de las clases, parecía un sinsentido irracional para Rivadavia, Sarratea o Alvear, significaba poner en el mismo plano la «civilización» y la «barbarie». Y los caudillos líderes que lo impulsaban, comenzando por Artigas, eran ─en la concepción de ellos─ «anarquistas», en el sentido de favorecedores del caos, de enemigos del centralismo civilizador. El entendimiento era imposible. Los que lo intentaron, como José San Martín, terminaron marginados y frustrados. Estos dos idearios políticos altamente antagónicos pronto llevarían a una mayor ruptura entre Artigas y el gobierno de Buenos Aires.

## Repercusiones en las provincias y la Asamblea General
Los diputados (representantes) orientales que fueron elegidos en el Congreso de Tres Cruces llegaron a Buenos Aires, presentaron sus credenciales ante la Asamblea General y, con las excepciones de Larrañaga y Gómez Fonseca, fueron rechazados con el argumento – formalmente inobjetable- de que habían sido elegidos al margen de las disposiciones dictadas al respecto. Que el argumento era apenas un pretexto queda demostrado en el hecho de que otros representantes provinciales electos con iguales irregularidades que los orientales fueron aceptados sin protesta alguna. La verdadera causa del rechazo estaba en el programa federal que sostenían en las Instrucciones del año XIII, y que colisionaba frontalmente con las ideas de la mayoría alverista, predominante en el seno de la Asamblea General. Tampoco podía esta, que se consideraba entidad soberana, admitir el reconocimiento de su autoridad condicionada a un pacto.
Las instrucciones que llevaban los diputados orientales estaban teniendo una repercusión mucho mayor que la que el propio Artigas había previsto. Copias de estas ya circulaban por Santa Fe y, seguramente, por las otras provincias del Litoral, en las que el federalismo se extendía vigorosamente. El diputado oriental Felipe Santiago Cardoso, desde la capital porteña y siguiendo con toda probabilidad órdenes expresas de Artigas, se comunicaba con líderes provinciales para hacerles conocer el programa federal e invitarlos a que se sumaran a este; se conoce con precisión su contacto con el presidente de la Real Audiencia de Charcas, en el Alto Perú (actual Bolivia). Luego de esto Artigas envió un oficio al Triunvirato en el que criticaba fuertemente las disposiciones de este, lo que llevó a una mayor ruptura entre el caudillo y el gobierno porteño, y el gobierno bonaerense decidió encarcelar al diputado oriental Felipe Santiago Cardoso por actividades subversivas.